# Clematis glabrifolia
Clematis glabrifolia là một loài thực vật có hoa trong họ Mao lương. Loài này được K.Sun & M.S.Yan mô tả khoa học đầu tiên năm 1992.